# Stefán Ágoston
Stefán Ágoston (olykor Stéfán, Stepán, ritkábban Stejfán) (Batár, 1877. május 25. – Rahó, 1945. augusztus 2.) ügyvéd, lapszerkesztő, ruszin népbiztos, a Forradalmi Kormányzótanács tagja.

## Élete
1918. december 10-től 1919. április 17-ig állt fenn a Magyar Népköztársaság ruszinok lakta önkormányzati tartománya, a Ruszka Krajna. E terület kormányzójának Károlyi Mihály Stefánt, miniszterelnökének pedig Szabó Oresztet tette meg.
A Magyarországi Tanácsköztársaság kikiáltása után Ruszka Krajna népbiztosa lett (1919. április 5 – június 24), s állandó fizetést adott az egyházi személyeknek, elrendelte a körzeti tanácsok, illetve a Ruszin Vörös Gárda létrehozását is.